# Scatopsciara platyventralis
Scatopsciara platyventralis är en tvåvingeart som först beskrevs av Franz Lengersdorf 1957.  Scatopsciara platyventralis ingår i släktet Scatopsciara och familjen sorgmyggor.
Artens utbredningsområde är Spanien. Inga underarter finns listade i Catalogue of Life.